# Anartes

Pueblos de Panonia.

Los anartes (en latín, Anartes) eran una tribu celta que probablemente vivió en Dacia, o (según opiniones aisladas) en lo que hoy es Eslovaquia y el sureste de Polonia. 
Eran probablemente idénticos o constituían una parte significativa de la arqueológica cultura de Púchov, con centro en Zemplin, Bükkszentlászló y Galish-Lovačka.
En Comentarios a la guerra de las Galias, César escribe en el Libro VI 25, 1: 

La Hercynia silva comienza en la región de los helvecios, németes y ráuracos y se extiende a lo largo del Danubio hasta las regiones de los dacios y los anartes.

 Nuevamente se menciona en el año 10 a. C. en el Elogio de Túsculo. Según Tácito, tanto los sármatas (lo que hoy es Polonia) como los cuados (actual suroeste de Eslovaquia) obtenían tributos de las minas de hierro de los anartes en el siglo I d. C. Posteriormente se menciona a los anartes en relación con las guerras marcomanas: alrededor del año 172 no ayudaron a los romanos en su lucha contra los marcomanos. Para castigarlos, Marco Aurelio hizo trasladar a todos los anartes a la Panonia inferior, lo que parece que no ocurrió más allá del año 180.